# Spiroglyptus irregularis
Spiroglyptus irregularis är en snäckart som först beskrevs av d'Orbigny 1842.  Spiroglyptus irregularis ingår i släktet Spiroglyptus och familjen Vermetidae. Inga underarter finns listade i Catalogue of Life.